# Відьмаки (Сапковський)

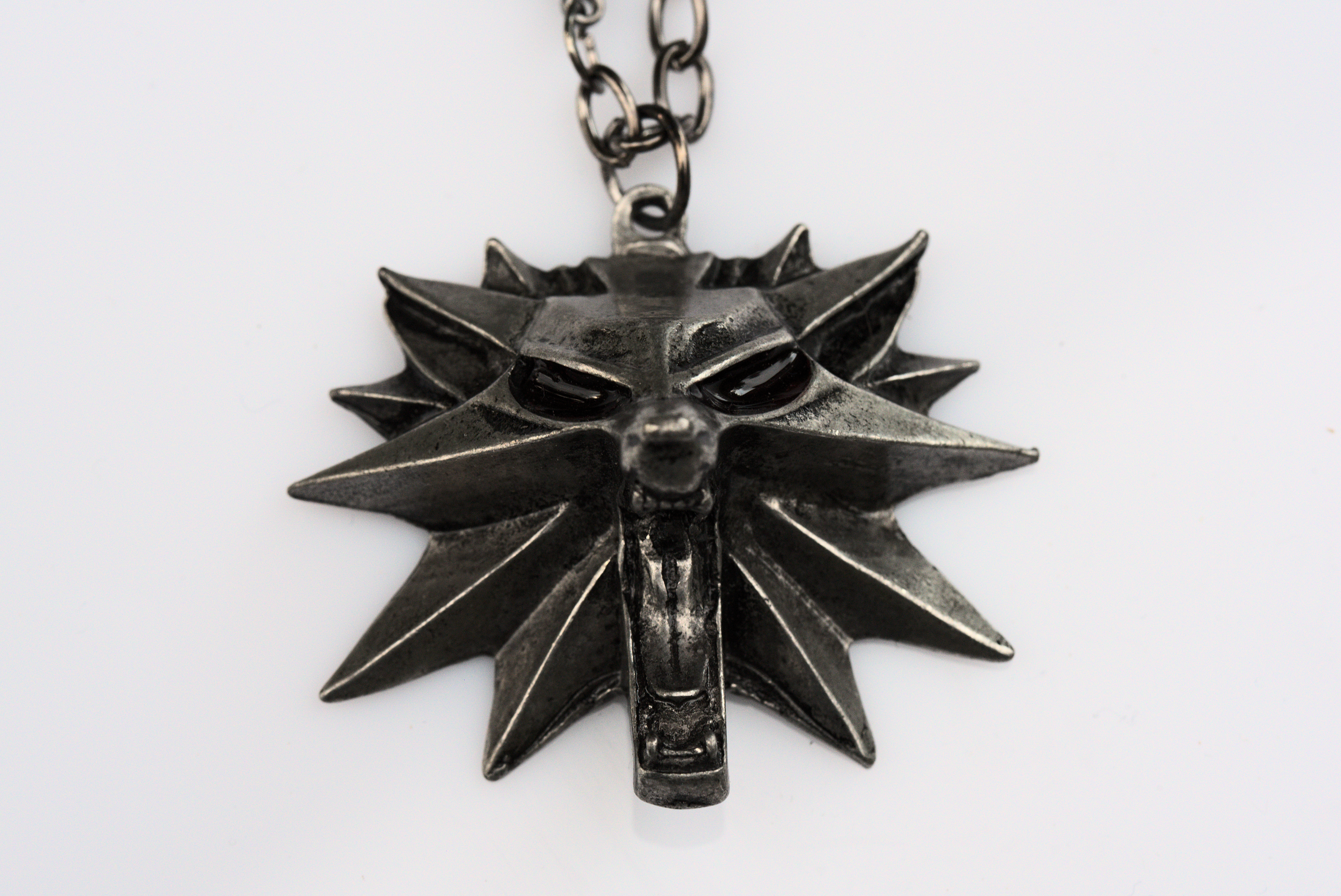
Медальйон відьмака з гри. Знак Школи Вовка.

Відьмаки в однойменному циклі Сапковського — особлива категорія найманців, що спеціалізується на винищенні всіляких монстрів і чудовиськ. З метою підвищення бойових можливостей всі кандидати піддаються суворим тренуванням і спеціальним мутаціям, які істотно підвищують їх бойові можливості.

## Загальний опис
– Ведьжмак, — заплямкала бабця. — Яко відьмаком дехтим зовоши. Взивати його небезпечно дуже, але ж треба, бо коли проти огидства й потвори нічим не зарадиши, ведьжмак зарадиши. Слідкувати аби треба… […] Е-е-е… Слідкувати аби треба, даби ведьжмака не дотикатися, бо від тего запаршивіти можна. І дівок пред ним вкрити, бо ведьжмак хтивий є понад всельку міру… […] …понад всельку міру і на злото ласий, — бурмотіла бабця, примружившись, — тож не давати онему більше як: за утопця срібний грош або півторака. За котолака: срібних грошей два. За вемпира: срібних грошей штири…
— Останнє бажання, Край світу ІV
Відьмаки були створені чарівником Козімо Маласпіна і його учнем Альзуром, для боротьби з величезною кількістю різноманітних чудовиськ, що з'являлися, в тому числі, в ході магічних експериментів з мутаціями.
Відьмаки — найманці, які спеціалізуються на знищенні чудовиськ і надприродних істот, а також зняття порчі, прокльонів. Кожен відьмак з раннього віку проходить специфічну підготовку, яка включає важкі тренування, вправи в спритності і фехтуванні, вивчення магічних знаків, а також піддаються мутації, що наділяє їх особливими здібностями, необхідними для боротьби з надприродним. З тих одиниць, які змогли пройти підготовку, виходять неординарні бійці. Вважається, що кожен відьмак невідступно слідує деякому «кодексу» — зводу непорушних правил. Зокрема, відьмакам заборонено вбивати людей за гроші, розголошувати секрети професії і т. д. Проте, в романі «Останнє бажання», згадується, що насправді ніякого кодексу не існує. Це вигадка, якій дуже зручно прикриватися, для відмови від набажаної дії. З іншого боку — більшість відьмаків розробляють свої власні зведення правил, яких дотримуються у своїх мандрах, деякі з яких (виплата гонорару лише по завершенні замовлення, заборона на бої з іншими відьмаками і заборона на полювання на людей) вельми поширені.

## Підготовка відьмаків
З огляду на те, що всі відьмаки — безплідні, своїх неофітів вони вербують з дітей-сиріт, або, що набагато частіше, забираючи дітей по Закону Несподіванки. При цьому далеко не завжди батьки готові віддати своїх дітей добровільно, незважаючи на домовленість і навколишній відьмачий містичний ореол.
Варто відзначити, що після нападу на Каер-Морен армією фанатиків і знищення більшої частини присутніх там відьмаків, навчання відьмаків більше не робиться у зв'язку з втратою знань, необхідних для проведення мутацій (загинули всі, котрі володіли знаннями про мутації, фактично навіть Весемір, найстаріший з уцілілих, був тільки вчителем фехтування і монстрологіі і не мав знань, які давали можливість створювати нових відьмаків). До того ж в результаті мутацій всі відьмаки безплідні, про що розповів королеві Цинтрі Геральт. Цірілла Фіона Еллен Ріаннон стала єдиною дитиною, яка, не піддавали мутаціям, але все ж заслужила право називатися відьмачкою — але її надздібності (швидкість рухів, реакція та інші), за великим рахунком, ґрунтуються на її початковій генетичній приналежності до гілки стародавніх ельфійських Ведунів і потужної магічної аурі (Цирі —Джерело, істинний нащадок Лари Доррен еп Шіадаль, Aen Saevherne, однієї з найсильніших ельфійських чародійок свого часу). Крім того, Цирі, можливо, є єдиним офіційно визнаним відьмаком жіночої статі, оскільки у всесвіті Анджея Сапковського про інших жінок-відьмаків немає жодної згадки, навіть думка про схоже в «Мечі Призначення» здалася Геральту божевіллям, а все тренування, які проходила Цирі, були розраховані на хлопчиків.
1. Перший етап складається з тренувань і спеціальної дієти, що включає відомі лише відьмакам особливі гриби і трави, надзвичайно поліпшують метаболізм і прискорюють набір м'язової маси.
2. Другий етап — Випробування Травами. Випробування Травами є одним з найбільш поширених міфів про відьмаків. Випробування передбачає введення в організм специфічних еліксирів під постійним магічним контролем, які радикально змінюють людський метаболізм, гормональну і нервову систему. Випробування Травами — вкрай небезпечний процес, з десяти підданих йому в середньому виживає троє, максимум четверо.
3. Третій етап — Трансмутація. Він включає ще більш радикальні зміни, одним з таких (побічних) змін стала поява у Геральта білого (сивого) волосся. Також в цей етап входить мутація очей. При цьому, зіниці стають вертикальними і з'являється можливість бачити в непроглядній темряві.

Крім майстерного володіння холодною зброєю, відьмаки відомі також майстерністю рукопашного бою. З описів сцен рукопашних сутичок в Сазі про відьмака можна зробити висновок, що Геральт відмінно володіє мистецтвом бою без зброї, найбільше нагадує айкідо. У польській екранізації «Відьмака» бойова хореографія подібних сцен дуже точно відображає навички Геральта, як майстра рукопашного бою, описаного в першоджерелі. Можливо, тому для зйомок консультантами були запрошені саме фахівці з айкідо.

## Відьмачі здатності
- Надзвичайно швидка реакція.
- Більша ніж у звичайних людей сила і швидкість, а також реакція, не зрівняється зі звичайною людиною.
- Повний контроль над диханням і серцебиттям .
- Можливість управляти зіницею: Відьмак, на відміну від людини, має не круглу, а вертикальну зіницю, як у кішки. Ця особливість дає можливість бачити в темряві і захищатися від яскравого світла.
- Здібність прискореної регенерації: Можливість виживати після важких ран, смертельних для звичайних людей.
- Імунітет до більшості відомих хвороб і токсинів .
- Уповільнене старіння: Події, описані в книзі, відбуваються протягом приблизно двадцяти років, за цей час відьмак майже не змінюється зовні. Це властивість відьмачого організму згадується в книзі «Кров ельфів» стосовно відьмака Весеміру, друга, вчителя і прийомного батька Геральта.
- Обмежені магічні здібності: Магічні здібності відьмаків дещо відрізняються від здібностей чарівників. Відьмаки використовують «Знаки», тому що для їх використання не потрібно знати магічну формулу, досить лише зусилля волі і жесту. Однак в перших книгах циклу Геральт нашіптує заклинання вголос.
- Відмінний слух.

### Бойові можливості
Відьмаки вважаються одними із найкращих фехтувальників усього світу. Про їх мистецтво володіння мечем у світі, який створив Анджей Сапковський, ходять легенди, які скоріш за все мають реальні основи.
Фехтування по-відьмацькому являє собою якусь суміш, сплав різних шкіл. За основу школи бою відьмаків, якщо проаналізувати сцени сутичок в книжковій Сазі, взяті реальні історичні школи фехтування. Здебільшого бойове мистецтво відьмаків представлено елементами старовинної самурайської техніки кенджюцу, з ухилом в методики більш сучасних шкіл кендо Ітто-рю і Мунен-Мусо-рю (Ітто-рю — техніка зведення бою до одного удару, Мунен-Мусо-рю — робота мечем на рефлекторному рівні, коли боєць «відпускає» власну свідомість і тіло саме вирішує, яку дію мечем йому зробити в тому чи іншому випадку). Часто зустрічається опис роботи пензлем, що дуже характерно для далекосхідних шкіл фехтування. Однак є і відчутна різниця: відьмаки дуже рідко, і практично ніколи не використовують ритмічних рухів, навпаки, вважають за краще «рваний», здається безладний, ритм, в той час як в кенджюцу учні в обов'язковому порядку практикують кендо ката — комплекс рухів, здійснюються в певній послідовності і за чітко певною схемою. Справедливо буде припустити, що відьмаки навчаються рваному ритму бою для того, щоб згодом успішно протистояти атакам великих і сильних монстрів, дії яких передбачити досить складно, на відміну від людських. Яскравим прикладом цього є епізод навчання Цирі в Каер-Морен:
Йди-но до мене, дівчино. Витри носика. Й послухай уважно. Жоден силач цього світу, жоден валигора чи моцак не зуміє парирувати удару, завданого хвостом ослизга, кліщами гігаскорпіона чи пазурами грифона. А саме таку зброю імітують маятники. Навіть не намагайся парирувати. Ти не відіб'єш маятника, лише сама від нього відіб'єшся. Переймеш його енергію, потрібну тобі для завдавання удару. Вистачить легенького, але швидкого відбиття і моментального, так само швидкого удару зі зворотного напівоберту. Переймеш інерцію через відбиття.
— Кров ельфів, розділ 3
Хоча в світі Сапковського досить і людей, і представників інших рас, які майстерно володіють різними видами зброї (Золтан Хівай, Лео Бонгарт, Біла Райла, Ренфрі, Ізенгрім Фаойльтіарна, Ередін Бреакк Ґлас), відьмаки все ж займають в цій області власну нішу. Їх унікальні навички бою базуються не тільки на багаторічних тренуваннях, а й на отриманих в результаті мутацій (на порядок посилена швидкість реакцій та інші) здібностях, які звичайним людям часто здаються неймовірними.
А комендант, який усе бачив, блідий був на лице й тихесенько солдату сказав, шо то чари магічні, або ельфійські фокуси, що звичайна людина так швидко мечем вправлятися не може… А відьмак від купців грошву взяв, на кобилку сів та й поїхав собі.— Час погорди, розділ 1
Завдяки своїй майстерності, в поєдинках один на один або в сутичках з невеликою групою супротивників відьмаки практично ніколи не програють. Однак з цього правила є винятки — Геральт, по праву має статус одного з найсильніших фехтувальників, при першому зіткненні з магом-ренегатом Вільгефорцом ледь не загинув, отримавши кілька важких травм. У бою з Геральтом чарівник, (можливо з застосуванням магії) за допомогою сталевого стрижня, посиленого заклинанням, показав високий клас фехтування. В ході поєдинку Геральт чотири рази намагався завдати ударів, які стали б смертельними для будь-якого іншого противника, але не для Вільгефорца — останній без зусиль парирував усі чотири атаки.
Оскільки срібний меч служить для бою з монстрами, багато з яких мають вроджені магічні здібності — футляр для срібного меча також покритий рунічними знаками. Обидва меча видаються Відьмаку в той день, коли після закінчення навчання вони залишають Каер-Морен і «виходять на битий шлях». У тих випадках, коли відьмак втрачає свою зброю з тієї чи іншої причини, він може повернутися в Каер-Морен за новим. З іншого боку, втрата клинків, в результаті крадіжки або грабежу вважається великою ганьбою і більшість відьмаків воліє повернути втрату самостійно, ніж повернутися до фортеці і стати посміховиськом для своїх колег. Але за великим рахунком, мечі для ведьмаков — не більше ніж інструмент, і в разі їх втрати в більш гідних обставинах відьмак цілком може самостійно замінити їх новими. Так, наприклад, сталевий меч Геральта був переламаний в сутичці з Вільгефорцем, і згодом відьмак без особливих переживань знайшов йому заміну, яка виявилася навіть на порядок краще його старого меча — магакамського, викуваного за давньою гномською технологією. Срібний меч, згідно подій саги, Геральт добувати не став, так як відмовився від Відьмачої діяльності, проте в серії ігор за мотивами саги, повернувшись до знищення монстрів, придбав новий срібний меч.

### Магічні здібності
На відміну від бойових навичок, магічні навички відьмаків вельми обмежені. Здебільшого їх магічна підготовка зведена до теоретичних основ магії, особливо по частині магічних прокльонів і порчі, в тому числі методів її зняття. Також відьмаки вельми обізнані про магічні здібності різних монстрів, своїх потенційних супротивників, і методам протидії їм.
Практичні можливості відьмаків, в більшості випадків, зведені до використання Знаків — особливих магічних формул, для яких не потрібно великого магічного потенціалу. Відомо, що Цирі, на відміну від відьмаків, незважаючи на свої вроджені сили (які були їй не підвладні), з якихось причин, не могла використовувати Знаки. У книгах згадуються такі знаки:
- Знак Аард — обрушує на супротивника хвилю псіхокінетичної енергії, збиваючи його з ніг[4] . Заснований на елементі Повітря.
- Знак Аксій — використовується для психічного впливу на ціль. Заспокоює, полегшує навіювання, іноді навіть дозволяє тимчасово підпорядкувати мету своєї волі. Заснований на елементі Води[5] .
- Знак Геліотроп — в книгах використовується для пом'якшення ударів . У грі є посиленим різновидом знака Аксій і використовується для переманювання противника на свою сторону.
- Знак Ігні — підпалює ціль. Може використовуватися навіть наосліп . Заснований на елементі Вогню.
- Знак Ірден — по всій видимості є своєрідним магічний замок. Був використаний Геральтом, для того щоб замкнутися в саркофазі принцеси Адди. Так само це магічна пастка для привидів і духів. Може уповільнювати ворога, роблячи його більш уразливим.
- Знак Квен — створює магічний заслін, який поглинає частину пошкоджень, призначеного відьмаку. Використовується як своєрідний щит. Заснований на елементі Землі.
- Знак Сомне — знак згадується тільки в останньому романі саги. Змушує противника впасти в замішання, а в деяких випадках — заснути.

## Спорядження відьмака
Традиційно відьмаки озброєні двома мечами — срібним і сталевим. За спиною зазвичай носиться сталевий меч, срібний же (у Геральта зберігається в піхвах чорного кольору, покритих емаллю) приторочили до сідла і виймається відьмаком лише при підготовці до вистежування і сутичці з чудовиськом. Сталевий меч Геральта, за його словами, був викуваний з метеорита. Сталевий меч використовується в сутичці з людьми (або ж представниками Старших Народів), срібний — проти чудовиськ. Однак сам Геральт трохи розширює цей принцип:
Як бачиш, ношу їх два. Кожен відьмак має два мечі. Недоброзичливці кажуть, що срібний — на потвор, а залізний — на людей. Звичайно ж, це неправда. Є потвори, яких можна дістати виключно срібним клинком, але існують і такі, для яких убивче залізо. Ні, Іоло, не будь-яке залізо, тільки з метеоритів.
— Останнє бажання, Голос розуму – 4
Крім дворічних мечів відьмаки не нехтують й іншими доступними видами зброї, на кшталт ножів або кинджалів. Також, в іграх, Геральт може активно використовувати виготовлені їм бомби, які наносять пошкодження або засліплюють противника і спеціальні масла для зброї, що збільшують пошкодження або викликають больовий шок. У книжковій серії масла і бомби не фігурують.
Для посилення своїх здібностей відьмаки використовують особливі еліксири. Їх рецепти передаються від одного відьмака до іншого. Напад фанатиків на Каер Морен, результатом якого стала в тому числі і загибель представників Школи, які володіють методикою виготовлення еліксирів, відбулося задовго до початку Саги, однак крім самих відьмаків, ці еліксири здатні складати і звичайні люди, які мають необхідні навички і знання. Так, наприклад, після сутички зі стригою і тривалого лікування в Елландері настоятилька храму богині Мелітеле, головна настоятелька Неннеке, в кінці «Останнього бажання» повідомила Геральту перед його від'їздом, що вона поповнила його запас еліксирів. З чого можна зробити висновок, що їй добре відомі рецептури зілля, які використовуються відьмаками.
Еліксири надзвичайно отруйні і смертельні для звичайних людей, що не володіють відьмачим супротивом до отрут. Існують різні еліксири і зілля. У книгах Сапковського згадується тільки про «Білу чайку» (щось на зразок розслабляючого напою для відьмаків) та «Чорну чайку» (сильний Відьмачий галюциноген). У серії ігор еліксири представлені більш широко.